# Завадов (Львовский район)
Зава́дов (укр. Завадів) — село во Львовской городской общине Львовского района Львовской области Украины.
Население по переписи 2001 года составляло 258 человек. Занимает площадь 5,59 км². Почтовый индекс — 80375. Телефонный код — 3252.